# Death or Glory
Death or Glory je páté studiové album německé powermetalové skupiny Running Wild, vydané 8. listopadu 1989 vydavatelstvím Noise Records/EMI. Je to poslední album kytaristy Majka Motiho a jediné album s bubeníkem Ianem Finlayem. V německém žebříčku se umístilo na 45. místě.
Je to nejúspěšnější album kapely a obsahuje oblíbené koncertní skladby „Bad to The Bone“ a „Riding the Storm“.
V časopise Metal Hammer se album umístilo na 17. místě seznamu Top 25 nejlepších powermetalových alb všech dob.
Byl nahrán živý koncert v Düsseldorfu během Death or Glory Tour.

## Seznam skladeb
| Pořadí | Název                              | Autor                         | Délka |
| ------ | ---------------------------------- | ----------------------------- | ----- |
| 1.     | Riding the Storm                   | Rolf Kasparek                 | 6:30  |
| 2.     | Renegade                           | Kasparek, Iain Finley         | 4:29  |
| 3.     | Evilution                          | Kasparek, Finley, Jens Becker | 4:43  |
| 4.     | Running Blood                      | Kasparek                      | 4:30  |
| 5.     | Highland Glory (The Eternal Fight) | Becker, Finlay                | 4:52  |
| 6.     | Marooned                           | Kasparek, Finlay              | 5:13  |
| 7.     | Bad to The Bone                    | Kasparek, Finlay              | 4:46  |
| 8.     | Tortuga Bay                        | Kasparek, Finlay              | 3:17  |
| 9.     | Death or Glory                     | Finlay, Majk Moti             | 4:00  |
| 10.    | Battle of Waterloo                 | Kasparek                      | 7:46  |

## Obsazení
- Rolf Kasparek – zpěv, kytary
- Majk Moti – kytary
- Jens Becker – baskytara
- Ian Finley – bicí